# Star Wars Episódio III: A Vingança dos Sith (trilha sonora)
Star Wars Episódio III: A Vingança dos Sith é a trilha sonora para o filme de mesmo nome lançado pela Sony Classical em 03 de maio de 2005, mais de duas semanas antes do lançamento do filme. A música foi composta e conduzida por John Williams, e realizada pela London Symphony Orchestra e London Voices. A trilha  foi a sexta composição de Williams para a saga. Shawn Murphy gravou a produção, e Ramiro Belgardt e Kenneth Wannberg serviram como editores de música; Wannberg havia servido como editor de música para os escores de Star Wars anteriores.
Um vídeo da música intitulado A Hero Falls foi criado para o tema do filme, Battle of the Heroes, com imagens do filme.
A trilha sonora também veio com a coleção em DVD, Star Wars: A Musical Journey, que apresenta 16 vídeos de música definidas para seleções remasterizadas das trilhas sonoras de todas os seis filmes, definidos cronologicamente através da saga.
O álbum foi um dos escolhidos no 100 Editores Picks no Amazon.com em 2005.

## Recepção
| Críticas profissionais | Críticas profissionais |
| Avaliações da crítica  | Avaliações da crítica  |
| Fonte                  | Avaliação              |
| ---------------------- | ---------------------- |
| 4.5 de 5 estrelas.     | AllMusic               |
| 5 de 5 estrelas.       | Common Sense Media     |
| 5 de 5 estrelas.       | Empire                 |
| 4 de 5 estrelas.       | Filmtracks.com         |
| 4.5 de 5 estrelas.     | Movie Wave             |
| 9 de 10 estrelas.      | ScoreNotes             |
| 4 de 5 estrelas.       | Soundtrack.Net         |

A trilha sonora de A Vingança dos Sith recebeu críticas geralmente positivas ou medianas. Rob Theakston do Allmusic disse: "A Vingança dos Sith ocupa um lugar sobre o manto com algumas das trilhas clássicas que fizeram Williams um compositor de cinema lendário. É também uma obra-prima, finalização fina para uma saga, com alguns dos momentos musicais mais importantes na história do cinema moderno". Danny Graydon da Empire chamou-lhe de "um clímax triunfante para uma obra-prima da música moderna." Especificamente apontando Battle of the Heroes e Anakin's Dark Deeds, Graydon disse: "O final de ópera desse escore encoraja a atmosfera trágica, desgraça-laden de momento crucial da saga, ainda é tipicamente rápido e emocionante, temas habilmente utilizando a partir de toda a série."
O estudioso de trilha sonoras, Real Brown, foi menos entusiasta sobre a música e sua relação com global com a série de filmes, dizendo: "No momento em que chegamos A Vingança dos Sith não é tão fresca como era. Não porque Williams está fazendo nada de errado, mas porque ele está praticamente trancado em um determinado requisito para este tipo particular de filme." Filmtracks.com forneceu um consenso semelhante na sua revisão editorial descrevendo que, quando "em comparação com seus pares, A Vingança dos Sith é, apesar de suas grandes forças em peças individuais de imenso melodrama, o mais fraco das seis trilhas sonoras, quando comparados entre si." Morag Reavley da BBC Music disse que a trilha sonora de "contra-ataca com todas as notas familiares. Elas simplesmente não soam tão assustadoras mais."

## Lista de faixas
Todas as músicas compostas por John Williams.
| N.º            | Título                                       | Duração |  |
| 1.             | "Star Wars and the Revenge of the Sith"      | 7:31    |  |
| 2.             | "Anakin's Dream"                             | 4:46    |  |
| 3.             | "Battle of the Heroes"                       | 3:42    |  |
| 4.             | "Anakin's Betrayal"                          | 4:04    |  |
| 5.             | "General Grievous"                           | 4:07    |  |
| 6.             | "Palpatine's Teachings"                      | 5:25    |  |
| 7.             | "Grievous and the Droids"                    | 3:28    |  |
| 8.             | "Padmé's Ruminations"                        | 3:17    |  |
| 9.             | "Anakin vs. Obi-Wan"                         | 3:57    |  |
| 10.            | "Anakin's Dark Deeds"                        | 4:05    |  |
| 11.            | "Enter Lord Vader"                           | 4:14    |  |
| 12.            | "The Immolation Scene"                       | 2:42    |  |
| 13.            | "Grievous Speaks to Lord Sidious"            | 2:49    |  |
| 14.            | "The Birth of the Twins and Padmé's Destiny" | 3:37    |  |
| 15.            | "A New Hope and End Credits"                 | 13:06   |  |
| Duração total: | Duração total:                               | 1:11:53 |  |